# Abdelhafid Boussouf Bou Chekif Airport
Abdelhafid Boussouf Bou Chekif Airport är en flygplats i Tiaret, Algeriet. Flygplatsen har TID som IATA-kod och DAOB som ICAO-kod. Den ligger i den norra delen av landet, 210 km sydväst om huvudstaden Alger. Abdelhafid Boussouf Bou Chekif Airport ligger 989 meter över havet.
Terrängen runt Abdelhafid Boussouf Bou Chekif Airport är platt, och sluttar norrut. Runt Abdelhafid Boussouf Bou Chekif Airport är det ganska glesbefolkat, med 42 invånare per kvadratkilometer. Närmaste större samhälle är Tiaret, 13,6 km väster om Abdelhafid Boussouf Bou Chekif Airport. Trakten runt Abdelhafid Boussouf Bou Chekif Airport består till största delen av jordbruksmark.